# Sénégal aux Jeux olympiques d'été de 2016
Le Sénégal participe aux Jeux olympiques d'été de 2016 à Rio de Janeiro au Brésil du 5 août au 21 août. Il s'agit de sa 13e participation à des Jeux d'été. Sa délégation est constituée de 22 sportifs : les 12 basketteuses de l'équipe nationale, deux athlètes, deux lutteurs, deux nageurs, un canoéiste, un escrimeur, un taekwondoïste et une judokate. La lutteuse Isabelle Sambou est désignée porte-drapeau.

## Athlétisme
À défaut d'avoir réalisé les minima de qualification, deux athlètes sénégalais bénéficient d'une invitation. Il s'agit de la lanceuse de marteau Amy Sène, championne d'Afrique, et du coureur de 400m haies Amadou Ndiaye, vice-champion d'Afrique.
| Athlète       | Épreuve     | Séries   | Séries | Demi-finales | Demi-finales | Finale   | Finale  |
| Athlète       | Épreuve     | Résultat | Rang   | Résultat     | Rang         | Résultat | Rang    |
| ------------- | ----------- | -------- | ------ | ------------ | ------------ | -------- | ------- |
| Amadou Ndiaye | 400 m haies | 49 s 91  | 6e     | Éliminé      | Éliminé      | Éliminé  | Éliminé |

| Athlètes | Épreuve           | Qualification | Qualification | Finale       | Finale   |
| Athlètes | Épreuve           | Performances  | Rang          | Performances | Rang     |
| -------- | ----------------- | ------------- | ------------- | ------------ | -------- |
| Amy Sène | Lancer du marteau | 64,83 m       | 25e           | Éliminée     | Éliminée |

## Basket-ball

### Tournoi féminin
L'équipe du Sénégal de basket-ball féminin gagne sa place pour les Jeux en remportant le Championnat d'Afrique de basket-ball féminin 2015. Au premier tour, elle affronte les États-Unis, la Chine, le Canada, l'Espagne et la Serbie.

#### Matchs
| 7 août 2016 12h00 (UTC−03:00) | Feuille de match | États-Unis                                                | 121-56                              | Sénégal                           |  | Youth Arena, Rio de Janeiro Arbitres : Cristiano Maranho, Ahmed Al Bulushi, Nadège Zouzou |
| 7 août 2016 12h00 (UTC−03:00) | Feuille de match | Score par quart-temps : 35-9, 29-12, 30-17, 27-18         |                                     |                                   |  | Youth Arena, Rio de Janeiro Arbitres : Cristiano Maranho, Ahmed Al Bulushi, Nadège Zouzou |
| 7 août 2016 12h00 (UTC−03:00) | Feuille de match | Score par mi-temps : 64-21, 57-35                         |                                     |                                   |  | Youth Arena, Rio de Janeiro Arbitres : Cristiano Maranho, Ahmed Al Bulushi, Nadège Zouzou |
| 7 août 2016 12h00 (UTC−03:00) | Feuille de match | Taurasi 15 Fowles 7 Bird 8 Taurasi, McCoughtry, Griner 18 | Points Rebonds Passes d. Évaluation | Dieng 10 Traoré 5 Dieng 4 Dieng 9 |  | Youth Arena, Rio de Janeiro Arbitres : Cristiano Maranho, Ahmed Al Bulushi, Nadège Zouzou |

| 8 août 2016 19h45 (UTC−03:00) | Feuille de match | Sénégal                                            | 64-101                              | Chine                                     |  | Youth Arena, Rio de Janeiro Arbitres : Karen Lasuik, Carlos Julio, Chahinaz Boussetta |
| 8 août 2016 19h45 (UTC−03:00) | Feuille de match | Score par quart-temps : 21-26, 17-21, 15-26, 11-28 |                                     |                                           |  | Youth Arena, Rio de Janeiro Arbitres : Karen Lasuik, Carlos Julio, Chahinaz Boussetta |
| 8 août 2016 19h45 (UTC−03:00) | Feuille de match | Score par mi-temps : 38-47, 26-54                  |                                     |                                           |  | Youth Arena, Rio de Janeiro Arbitres : Karen Lasuik, Carlos Julio, Chahinaz Boussetta |
| 8 août 2016 19h45 (UTC−03:00) | Feuille de match | Traoré 16 Diarra 8 Dieng 4 Diarra 16               | Points Rebonds Passes d. Évaluation | Shao 17 Lu 7 Zhao 6 Shao, Sun M.R., Lu 16 |  | Youth Arena, Rio de Janeiro Arbitres : Karen Lasuik, Carlos Julio, Chahinaz Boussetta |

| 10 août 2016 17h45 (UTC−03:00) |                                                    | Sénégal                  | 58-68                         | Canada |  | Youth Arena, Rio de Janeiro Arbitres : Anne Panther, Carlos Júlio, Ahmed Al-Bulushi |
| 10 août 2016 17h45 (UTC−03:00) | Score par quart-temps : 10-17, 14-16, 17-22, 17-13 |                          |                               |        |  | Youth Arena, Rio de Janeiro Arbitres : Anne Panther, Carlos Júlio, Ahmed Al-Bulushi |
| 10 août 2016 17h45 (UTC−03:00) | Score par mi-temps : 24-33, 34-35                  |                          |                               |        |  | Youth Arena, Rio de Janeiro Arbitres : Anne Panther, Carlos Júlio, Ahmed Al-Bulushi |
| 10 août 2016 17h45 (UTC−03:00) | As. Traoré 24 Diarra 9 Diémé 6                     | Points Rebonds Passes d. | Nurse 14 Tatham 10 Langlois 6 |        |  | Youth Arena, Rio de Janeiro Arbitres : Anne Panther, Carlos Júlio, Ahmed Al-Bulushi |

| 12 août 2016 17h45 (UTC−03:00) |                                                   | Espagne                  | 97-43                                     | Sénégal |  | Youth Arena, Rio de Janeiro Arbitres : Scott Beker, Leandro Lezcano, Chahinaz Boussetta |
| 12 août 2016 17h45 (UTC−03:00) | Score par quart-temps : 26-11, 20-8, 25-13, 26-11 |                          |                                           |         |  | Youth Arena, Rio de Janeiro Arbitres : Scott Beker, Leandro Lezcano, Chahinaz Boussetta |
| 12 août 2016 17h45 (UTC−03:00) | Score par mi-temps : 46-19, 51-24                 |                          |                                           |         |  | Youth Arena, Rio de Janeiro Arbitres : Scott Beker, Leandro Lezcano, Chahinaz Boussetta |
| 12 août 2016 17h45 (UTC−03:00) | Torens 14 Nicholls 7 4 joueuses 5                 | Points Rebonds Passes d. | Sy 16 Diarra 6 As. Traoré, Diouf, Diémé 2 |         |  | Youth Arena, Rio de Janeiro Arbitres : Scott Beker, Leandro Lezcano, Chahinaz Boussetta |

| 14 août 2016 15h30 (UTC−03:00) |                                                    | Sénégal                  | 88-95                           | Serbie |  | Youth Arena, Rio de Janeiro Arbitres : Eddie Viator , Piotr Pastusiak , Hwang In-tae |
| 14 août 2016 15h30 (UTC−03:00) | Score par quart-temps : 15-27, 28-28, 23-21, 22-19 |                          |                                 |        |  | Youth Arena, Rio de Janeiro Arbitres : Eddie Viator , Piotr Pastusiak , Hwang In-tae |
| 14 août 2016 15h30 (UTC−03:00) | Score par mi-temps : 43-55, 45-40                  |                          |                                 |        |  | Youth Arena, Rio de Janeiro Arbitres : Eddie Viator , Piotr Pastusiak , Hwang In-tae |
| 14 août 2016 15h30 (UTC−03:00) | As. Traoré 30 As. Traoré 8 Diouf 8                 | Points Rebonds Passes d. | Petrović 20 Page 8 A. Dabović 8 |        |  | Youth Arena, Rio de Janeiro Arbitres : Eddie Viator , Piotr Pastusiak , Hwang In-tae |

#### Classement
| Rang | Équipe     | Pts | J | G | P | Pp  | Pc  | Diff |
| ---- | ---------- | --- | - | - | - | --- | --- | ---- |
| 1    | États-Unis | 10  | 5 | 5 | 0 | 520 | 316 | 204  |
| 2    | Espagne    | 9   | 5 | 4 | 1 | 387 | 333 | 54   |
| 3    | Canada     | 8   | 5 | 3 | 2 | 340 | 347 | -7   |
| 4    | Serbie     | 7   | 5 | 2 | 3 | 385 | 406 | -21  |
| 5    | Chine      | 6   | 5 | 1 | 4 | 371 | 428 | -57  |
| 6    | Sénégal    | 5   | 5 | 0 | 5 | 309 | 482 | -173 |

## Canoë-kayak

### Course en ligne
Abdoulaye Gueye s'est qualifié en remportant les championnats d'Afrique de K1000 mais est finalement déclaré inéligible par la fédération internationale de canoë pour ne pas avoir pris part aux championnats du monde 2015. Selon le président de la fédération sénégalaise, cette non-participation est due à des difficultés dans l'obtention du visa et dans la réservation du billet d'avion.

### Slalom
|                     | Compétition | Éliminatoires | Éliminatoires | Éliminatoires | Éliminatoires | Éliminatoires | Éliminatoires | Demi-finales | Demi-finales | Finale       | Finale       |
| Course 1            | Compétition | Rang          | Course 2      | Rang          | Total         | Rang          | Résultat      | Rang         | Résultat     | Rang         |              |
| ------------------- | ----------- | ------------- | ------------- | ------------- | ------------- | ------------- | ------------- | ------------ | ------------ | ------------ | ------------ |
| Jean-Pierre Bourhis | C1 hommes   | 110.94        | 16            | 109.27        | 15            | 109.27        | 18            | Pas qualifié | Pas qualifié | Pas qualifié | Pas qualifié |

## Escrime
Le Sénégal est représenté par l'épéiste Alexandre Bouzaid, double champion d'Afrique en titre. Il s'agit de sa deuxième participation aux Jeux olympiques.
| Athlète           | Compétition       | 1/32e de finale  | 1/16e de finale     | 1/8e de finale   | Quarts de finale | Demi-finales     | Finale Match pour la médaille de bronze Matchs de classement 5-8 | Rang |
| Athlète           | Compétition       | Adversaire Score | Adversaire Score    | Adversaire Score | Adversaire Score | Adversaire Score | Adversaire Score                                                 | Rang |
| ----------------- | ----------------- | ---------------- | ------------------- | ---------------- | ---------------- | ---------------- | ---------------------------------------------------------------- | ---- |
| Alexandre Bouzaid | Épée individuelle | Exempté          | Boczkó Défaite 9-15 | Éliminé          | Éliminé          | Éliminé          | Éliminé                                                          | 23e  |

## Judo
La judokate Hortense Diédhiou, porte-drapeau à Londres en 2012, participe à ses 4e Jeux olympiques. Elle est qualifiée grâce au quota continental attribué à l'Afrique. Elle est éliminée au premier tour par la néerlandaise Sanne Verhagen.
| Athlète           | Compétition    | 1er tour                  | 2e tour             | Quart de finale     | Demi-finale         | Repêchage 1         | Repêchage 2         | Finale              | Finale   |
| Athlète           | Compétition    | Adversaire Résultat       | Adversaire Résultat | Adversaire Résultat | Adversaire Résultat | Adversaire Résultat | Adversaire Résultat | Adversaire Résultat | Rang     |
| ----------------- | -------------- | ------------------------- | ------------------- | ------------------- | ------------------- | ------------------- | ------------------- | ------------------- | -------- |
| Hortense Diédhiou | Moins de 57 kg | Battue par Sanne Verhagen | Éliminée            | Éliminée            | Éliminée            | Éliminée            | Éliminée            | Éliminée            | Éliminée |

## Lutte
Les lutteurs Adama Diatta et Isabelle Sambou participent à leurs deuxièmes Jeux Olympiques. Isabelle Sambou, 10 fois championne d'Afrique, avait perdu la finale pour la médaille de bronze à Londres sur tirage au sort. Quant à Adama Diatta, il s'était hissé en quart de finale à Pékin en 2008.
| Athlète         | Compétition   | 1er tour                        | 2e tour                      | Quart de finale                | Demi-finale         | Repêchage 1         | Repêchage 2                       | Finale              | Finale  |
| Athlète         | Compétition   | Adversaire Résultat             | Adversaire Résultat          | Adversaire Résultat            | Adversaire Résultat | Adversaire Résultat | Adversaire Résultat               | Adversaire Résultat | Rang    |
| --------------- | ------------- | ------------------------------- | ---------------------------- | ------------------------------ | ------------------- | ------------------- | --------------------------------- | ------------------- | ------- |
| Adama Diatta    | -57 kg hommes | Bat Erdenebatyn Bekhbayar 3 - 3 | Battu par Yowlys Bonne 4 - 7 | Éliminé                        | Éliminé             | Éliminé             | Éliminé                           | Éliminé             | Éliminé |
| Isabelle Sambou | -53 kg femmes | Exemptée                        | Bat Nguyen Thi Lua 5 - 0     | Battue par Saori Yoshida 0 - 9 | NC                  | NC                  | Battue par Nataliya Sinişin 0 - 4 | NC                  | 8e      |

## Natation
Le Sénégal présente deux participants au 50m nage libre. La nageuse Awa Ly Ndiaye est disqualifiée pour avoir bougé avant le départ.
| Athlète             | Épreuve                | Séries       | Séries | Demi-finales | Demi-finales | Finale   | Finale   |
| Athlète             | Épreuve                | Temps        | Rang   | Temps        | Rang         | Temps    | Rang     |
| ------------------- | ---------------------- | ------------ | ------ | ------------ | ------------ | -------- | -------- |
| Abdoul Khadre Niane | 50 m nage libre hommes | 23 s 66      | 48e    | Éliminé      | Éliminé      | Éliminé  | Éliminé  |
| Awa Ly Ndiaye       | 50 m nage libre femmes | Disqualifiée | -      | Éliminée     | Éliminée     | Éliminée | Éliminée |

## Taekwondo
Balla Dieye, double médaillé de bronze aux championnats du monde (2009 et 2013) est le premier Sénégalais à se qualifier pour les Jeux de Rio, à l'issue d'un tournoi pré-olympique organisé au Maroc. Il s'incline au premier tour face au polonais Karol Robak.
| Athlète     | Compétition   | Huitièmes de finale           | Quarts de finale    | Demi-finales        | Repêchage 1         | Repêchage 2         | Finale              | Rang    |
| Athlète     | Compétition   | Adversaire Résultat           | Adversaire Résultat | Adversaire Résultat | Adversaire Résultat | Adversaire Résultat | Adversaire Résultat | Rang    |
| ----------- | ------------- | ----------------------------- | ------------------- | ------------------- | ------------------- | ------------------- | ------------------- | ------- |
| Balla Dieye | -68 kg hommes | Battu par Karol Robak 12 - 15 | Éliminé             | Éliminé             | Éliminé             | Éliminé             | Éliminé             | Éliminé |